# Radłów (gmina w województwie opolskim)

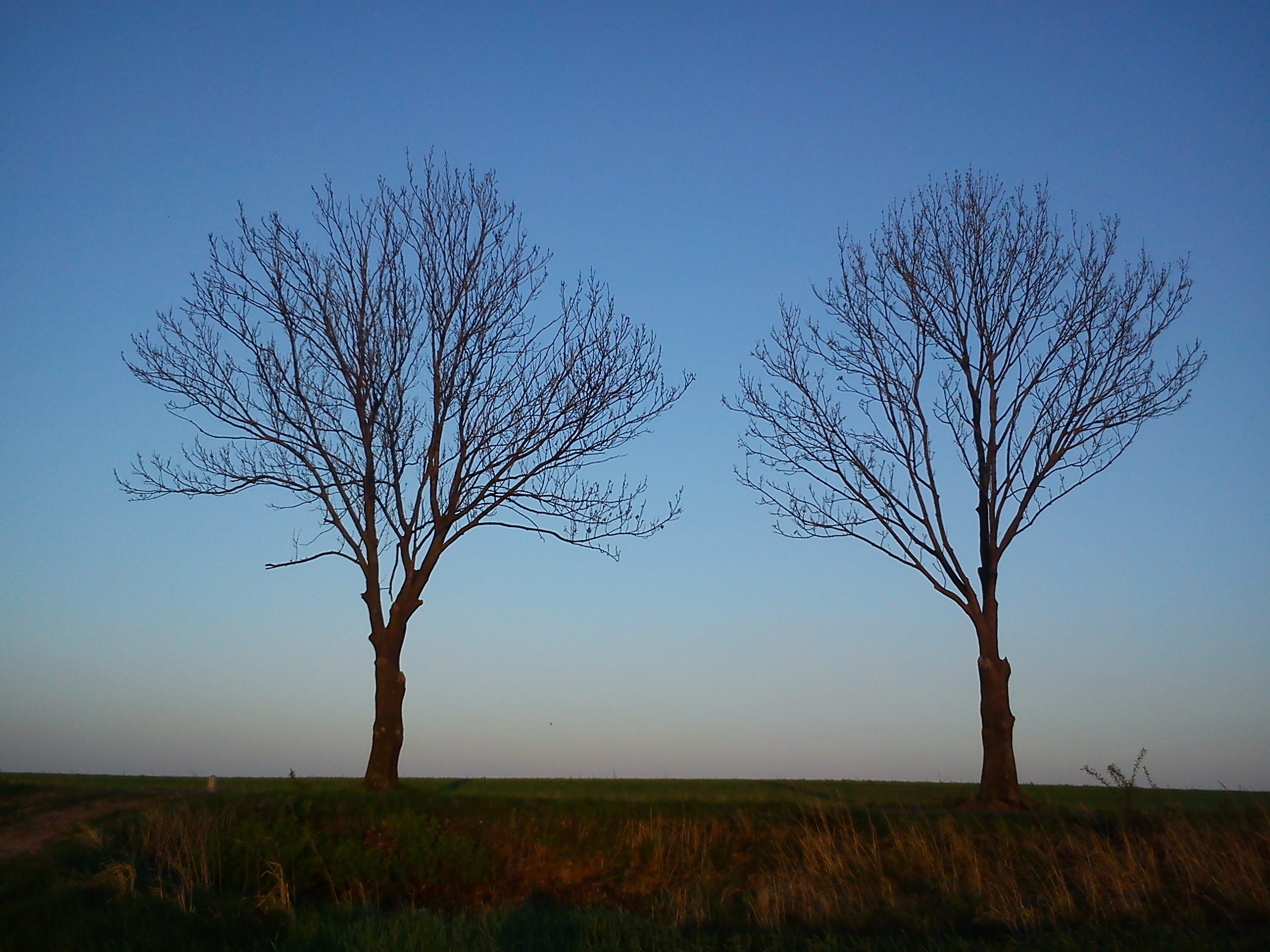
Krajobraz gminy – Wolęcin

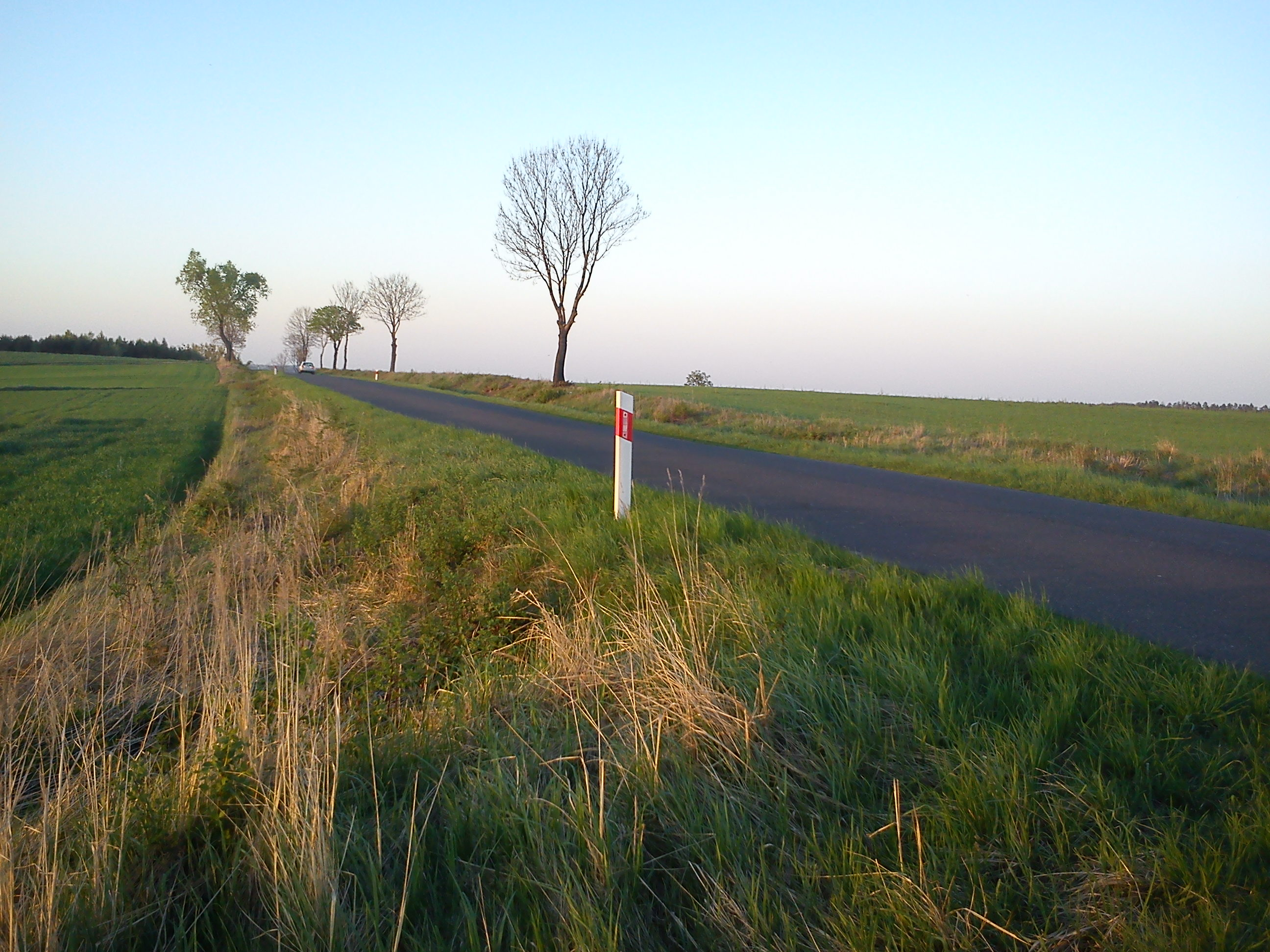
Droga Radłów – Rudniki

Radłów (niem. Gemeinde Radlau; od 1946 do 1952 gmina Sternalice) – gmina wiejska w województwie opolskim, w powiecie oleskim. W latach 1975–1998 gmina położona była w województwie częstochowskim. W 2007 roku w gminie wprowadzono język niemiecki jako język pomocniczy oraz dodatkowe nazwy w języku mniejszości dla niektórych miejscowości.
Siedziba gminy to Radłów.
Według danych z 31 grudnia 2013 gminę zamieszkiwało 4427 osób.

## Struktura powierzchni
Według danych z roku 2002 gmina Radłów ma obszar 116,73 km², w tym:
- użytki rolne: 59%
- użytki leśne: 36%

Gmina stanowi 11,99% powierzchni powiatu.

## Środowisko naturalne
Na terenie gminy swoje źródła mają rzeki: Piskara i Prosna.

## Demografia
Dane z 31 grudnia 2013:
| Opis                             | Ogółem | Ogółem | Kobiety | Kobiety | Mężczyźni | Mężczyźni |
| -------------------------------- | ------ | ------ | ------- | ------- | --------- | --------- |
| jednostka                        | osób   | %      | osób    | %       | osób      | %         |
| populacja                        | 4427   | 100    | 2252    | 50,9    | 2175      | 49,1      |
| gęstość zaludnienia(mieszk./km²) | 37,9   | 37,9   | 19,3    | 19,3    | 18,6      | 18,6      |

- Piramida wieku mieszkańców gminy Radłów w 2014 roku[6].

## Skład narodowościowy
W Narodowym Spisie Powszechnym Ludności i Mieszkań z 2002 r. 28% mieszkańców określiło się jako Niemcy, 12,3% jako Ślązacy, 11,7% nie dało zaś odpowiedzi.

## Sołectwa
(Od 2006 roku obowiązuje podwójne nazewnictwo)
- Biskupice / Bischdorf
- Kolonia Biskupska / Friedrichswille
- Kościeliska / Kostellitz
- Ligota Oleska / Ellguth
- Nowe Karmonki / Neu Karmunkau
- Radłów / Radlau
- Sternalice / Sternalitz
- Wichrów / Wichrau
- Wolęcin / Wollentschin

Miejscowości bez statusu sołectwa:
- Biskupskie Drogi / Straßenkrug
- Psurów / Psurow
- Stare Karmonki / Alt Karmunkau
- Wytoka

## Sąsiednie gminy
Gorzów Śląski, Krzepice, Olesno, Praszka, Rudniki

## Parafie
Na terenie Gminy Radłów funkcjonują następujące Parafie:
- Parafia Rzymsko-Katolicka pw. Narodzenia Najświętszej Maryi Panny w Kościeliskach,

Miejscowości należące do Parafii: Kościeliska, Jastrzygowice, Skrońsko
- Parafia Rzymsko-Katolicka pw. Św. Mateusza w Sternalicach,

Miejscowości należące do Parafii: Sternalice, Ligota Oleska, Psurów, Radłów, Stare Karmonki, Wolęcin
- Parafia Rzymsko-Katolicka pw. Św. Jadwigi Śląskiej i Św. Jacka w Biskupicach,

Miejscowości należące do Parafii: Biskupice, Boroszów, Biskupskie Drogi, Kolonia Biskupska

## Edukacja
Na terenie Gminy Radłów funkcjonują przedszkola:
- Publiczne Przedszkole w Sternalicach

Oddziały zamiejscowe: Ligota Oleska i Wichrów
- Publiczne Przedszkole w Kościeliskach

Oddziały zamiejscowe: Radłów i Nowe Karmonki
Na terenie Gminy Radłów funkcjonują następujące Szkoły Podstawowe:
- Publiczna Szkoła Podstawowa w Sternalicach
- Publiczna Szkoła Podstawowa w Kościeliskach
- Publiczna Szkoła Podstawowa w Radłowie

## Kluby sportowe
Na terenie gminy funkcjonują 4 kluby sportowe:
- LZS Ligota Oleska
- LZS Wichrów
- LZS Radłów
- LZS Kościeliska